# Championnat de Finlande de hockey sur glace 1981-1982
Saison précédente Saison suivante
La saison 1981-1982 est la septième saison de la SM-Liiga.
Le TPS Turku gagne la saison régulière mais est battu en finale des séries par le Tappara Tampere qui remporte son troisième titre depuis la création de la SM-liiga.

## SM-liiga

### Déroulement
La saison régulière est disputée entre dix équipes qui jouent chacune 36 matchs soit quatre confrontations directes avec chacune des autres équipes, deux à domicile et deux à l'extérieur.
À l'issue de la saison, les meilleures équipes sont qualifiées pour les séries éliminatoires. Cette saison, elles changent de format : les deux premières équipes de la saison régulière sont qualifiées directement pour les demi-finales, les équipes classées de la troisième à la sixième place jouent des quarts de finale.
Les deux dernières équipes du classement disputent un barrage de relégation contre les meilleures équipes de 1. Divisioona.

### Saison régulière

#### Classement
|    | Équipe              | PJ | V  | N | D  | BP  | BC  | Diff | Pts |
| -- | ------------------- | -- | -- | - | -- | --- | --- | ---- | --- |
| 1  | TPS Turku           | 36 | 26 | 2 | 8  | 184 | 115 | +69  | 54  |
| 2  | HIFK                | 36 | 23 | 6 | 7  | 180 | 120 | +60  | 52  |
| 3  | Tappara Tampere     | 36 | 22 | 5 | 9  | 187 | 121 | +66  | 49  |
| 4  | Ässät Pori          | 36 | 15 | 8 | 13 | 176 | 165 | +11  | 38  |
| 5  | Kärpät Oulu         | 36 | 16 | 6 | 14 | 177 | 175 | +2   | 38  |
| 6  | Kiekko-Reipas Lahti | 36 | 14 | 7 | 15 | 162 | 155 | +7   | 35  |
| 7  | SaiPa Lappeenranta  | 36 | 15 | 5 | 16 | 150 | 150 | 0    | 35  |
| 8  | Ilves Tampere       | 36 | 11 | 5 | 20 | 130 | 161 | -31  | 27  |
| 9  | Jokerit Helsinki    | 36 | 9  | 2 | 25 | 119 | 178 | -59  | 20  |
| 10 | Lukko Rauma         | 36 | 6  | 4 | 26 | 134 | 232 | -98  | 16  |

Le Jokerit Helsinki et le Lukko Rauma conservent leur place dans la SM-liiga à l'issue des barrages.

#### Meilleurs pointeurs
Cette section présente les meilleurs pointeurs de la saison régulière.
| #  | Joueur           | Équipe              | PJ | B  | A  | Pts |
| -- | ---------------- | ------------------- | -- | -- | -- | --- |
| 1  | Reijo Leppänen   | TPS Turku           | 34 | 33 | 37 | 70  |
| 2  | Martti Jarkko    | TPS Turku           | 33 | 28 | 34 | 62  |
| 3  | Arto Javanainen  | Ässät Pori          | 36 | 29 | 27 | 56  |
| 4  | Ralph Cox        | SaiPa Lappeenranta  | 33 | 23 | 28 | 51  |
| 5  | Håkan Hjerpe     | TPS Turku           | 35 | 25 | 23 | 48  |
| 6  | Markku Hakulinen | Kiekko-Reipas Lahti | 32 | 26 | 21 | 47  |
| 7  | Kari Jalonen     | Kärpät Oulu         | 33 | 21 | 26 | 47  |
| 8  | Petri Skriko     | SaiPa Lappeenranta  | 33 | 19 | 27 | 46  |
| 9  | Jarmo Huhtala    | Lukko Rauma         | 36 | 21 | 24 | 45  |
| 10 | Jorma Sevon      | Tappara Tampere     | 36 | 28 | 16 | 44  |

### Séries éliminatoires
Les quarts de finale se jouent au meilleur des trois rencontres, les demi-finales et la finale en cinq matchs. Le match pour la troisième place se joue au meilleur des trois matchs.

#### Tableau final
|  | Quarts de finale    | Quarts de finale |                 |   | Demi-finales    | Demi-finales |  |  | Finale | Finale |
|  |                     |                  |                 |   |                 |              |  |  |        |        |
|  |                     |                  |                 |   |                 |              |  |  |        |        |
|  |                     |                  |                 |   |                 |              |  |  |        |        |
|  | Ässät Pori          | 2                |                 |   |                 |              |  |  |        |        |
|  | Ässät Pori          | 2                |                 |   |                 |              |  |  |        |        |
|  | Kärpät Oulu         | 1                |                 |   |                 |              |  |  |        |        |
|  | Kärpät Oulu         | 1                | TPS Turku       | 3 |                 |              |  |  |        |        |
|  |                     |                  | TPS Turku       | 3 |                 |              |  |  |        |        |
|  |                     |                  | Ässät Pori      | 0 |                 |              |  |  |        |        |
|  |                     |                  | Ässät Pori      | 0 |                 |              |  |  |        |        |
|  |                     |                  |                 |   |                 |              |  |  |        |        |
|  |                     |                  |                 |   |                 |              |  |  |        |        |
|  | TPS Turku           | 1                |                 |   |                 |              |  |  |        |        |
|  | TPS Turku           | 1                |                 |   |                 |              |  |  |        |        |
|  |                     | Tappara Tampere  | 3               |   |                 |              |  |  |        |        |
|  | Tappara Tampere     | Tappara Tampere  | 3               | 2 |                 |              |  |  |        |        |
|  | Tappara Tampere     |                  |                 | 2 |                 |              |  |  |        |        |
|  | Kiekko-Reipas Lahti | 1                |                 |   |                 |              |  |  |        |        |
|  | Kiekko-Reipas Lahti | 1                | HIFK            | 2 |                 |              |  |  |        |        |
|  |                     |                  | HIFK            | 2 | Troisième place |              |  |  |        |        |
|  |                     |                  | Tappara Tampere | 3 |                 |              |  |  |        |        |
|  | HIFK                | 2                | Tappara Tampere | 3 |                 |              |  |  |        |        |
|  | HIFK                | 2                |                 |   |                 |              |  |  |        |        |
|  | Ässät Pori          | 1                |                 |   |                 |              |  |  |        |        |
|  | Ässät Pori          | 1                |                 |   |                 |              |  |  |        |        |
|  |                     |                  |                 |   |                 |              |  |  |        |        |

#### Détail des scores
Quarts de finale
| Équipe      | Score | Équipe      | Note               |
| ----------- | ----- | ----------- | ------------------ |
| Ässät Pori  | 5-4   | Kärpät Oulu | Après prolongation |
| Kärpät Oulu | 6-4   | Ässät Pori  |                    |
| Ässät Pori  | 6-4   | Kärpät Oulu |                    |

| Équipe              | Score | Équipe              | Note               |
| ------------------- | ----- | ------------------- | ------------------ |
| Tappara Tampere     | 7-3   | Kiekko-Reipas Lahti |                    |
| Kiekko-Reipas Lahti | 5-6   | Tappara Tampere     | Après prolongation |

Demi-finales
| Équipe     | Score | Équipe     | Note |
| ---------- | ----- | ---------- | ---- |
| TPS Turku  | 5-4   | Ässät Pori |      |
| Ässät Pori | 3-5   | TPS Turku  |      |
| TPS Turku  | 7-6   | Ässät Pori |      |

| Équipe          | Score | Équipe          | Note |
| --------------- | ----- | --------------- | ---- |
| HIFK            | 4-3   | Tappara Tampere |      |
| Tappara Tampere | 2-9   | HIFK            |      |
| HIFK            | 3-4   | Tappara Tampere |      |
| Tappara Tampere | 2-1   | HIFK            |      |
| HIFK            | 1-2   | Tappara Tampere |      |

Match pour la troisième place
| Équipe     | Score | Équipe     | Note |
| ---------- | ----- | ---------- | ---- |
| HIFK       | 7-3   | Ässät Pori |      |
| Ässät Pori | 6-3   | HIFK       |      |
| HIFK       | 4-2   | Ässät Pori |      |

Finale
| Équipe          | Score | Équipe          | Note |
| --------------- | ----- | --------------- | ---- |
| TPS Turku       | 2-4   | Tappara Tampere |      |
| Tappara Tampere | 4-0   | TPS Turku       |      |
| TPS Turku       | 5-4   | Tappara Tampere |      |
| Tappara Tampere | 3-2   | TPS Turku       |      |

### Trophées et récompenses
| Kanada-malja : Champion de Finlande             | Tappara Tampere                  |
| Trophée Kalevi-Numminen : Meilleur entraîneur   | Rauno Korpi (Tappara Tampere)    |
| Trophée Jarmo-Wasama : Meilleur joueur recrue   | Hannu Virta (TPS Turku)          |
| Trophée Matti-Keinonen : Meilleur ratio +/-     | Timo Nummelin (TPS Turku)        |
| Trophée Raimo-Kilpiö : Joueur le plus fair-play | Henry Saleva (Kärpät Oulu)       |
| Trophée Urpo-Ylönen : Meilleur gardien de but   | Hannu Kamppuri (Tappara Tampere) |
| Trophée Pekka-Rautakallio : Meilleur défenseur  | Pertti Lehtonen (HIFK)           |
| Trophée Aarne-Honkavaara : Meilleur buteur      | Reijo Leppänen (TPS Turku)       |
| Trophée Veli-Pekka-Ketola : Meilleur pointeur   | Reijo Leppänen (TPS Turku)       |

## 1.Divisoona
|    | Équipe           | PJ | V  | N | D  | BP  | BC  | Diff | Pts |
| -- | ---------------- | -- | -- | - | -- | --- | --- | ---- | --- |
| 1  | HPK Hämeenlinna  | 36 | 23 | 7 | 6  | 189 | 125 | +64  | 53  |
| 2  | KooVee Tampere   | 36 | 21 | 7 | 8  | 207 | 143 | +64  | 49  |
| 3  | JYP Jyväskylä    | 36 | 18 | 8 | 10 | 172 | 141 | +31  | 44  |
| 4  | SaPKo Savonlinna | 36 | 18 | 6 | 12 | 213 | 158 | +55  | 42  |
| 5  | Sport Vaasa      | 36 | 19 | 3 | 14 | 177 | 160 | +17  | 41  |
| 6  | KooKoo Kouvola   | 36 | 12 | 8 | 16 | 141 | 168 | -27  | 32  |
| 7  | FoPS Forssa      | 36 | 14 | 3 | 19 | 141 | 184 | -43  | 31  |
| 8  | Jäähonka Espoo   | 36 | 12 | 1 | 23 | 111 | 209 | -98  | 25  |
| 9  | Valtit Varkaus   | 36 | 11 | 2 | 23 | 127 | 202 | -75  | 24  |
| 10 | JoKP Joensuu     | 36 | 7  | 4 | 25 | 123 | 209 | -86  | 18  |